# Epoché
Slovem epoché, řecky „zdržení se“, vyjadřovali řečtí skeptici opatrný postoj odložení úsudku, snahu neunáhlit se a nepodlehnout prvnímu dojmu. V pyrrhonismu znamená dokonce radu nerozhodovat se vůbec, protože k tomu nemáme dostatečné vědění.
V Husserlově fenomenologii je epoché první krok fenomenologické redukce, totiž předběžné vyřazení („uzávorkování“, Einklammerung) nekriticky či naivně přijímaných předpokladů o vnímaném předmětu, především předpokladu jeho skutečnosti. Naše intence, přirozeně zaměřená na předmět sám, se totiž jaksi vrhá na tento předmět a tudíž si nevšímá podoby, jak se naší zkušenosti dává, čili fenoménu. Naopak epoché umožňuje zkoumat přesnou podobu zkušenosti a redukovat ji na čistý fenomén. Teprve po této odbočce a po prozkoumání fenoménu dostává naše poznání světa i vědecky zajištěný základ.
Tento postup doporučuje už Aristoteles, metodickou pochybnost a odmítnutí běžných domněnek o skutečnosti jako cestu k nepochybnému poznání objevil Descartes, na něhož Husserl přímo navazuje a odkazuje.